# مصر في الألعاب الأولمبية الصيفية 1964
نافست الجمهورية العربية المتحدة (مصر وسوريا) في دورة الألعاب الأولمبية الصيفية 1960 في طوكيو باليابان